# Comuna de Zator
Zator (polaco: Gmina Zator) é uma gminy (comuna) na Polónia, na voivodia de Pequena Polónia e no condado de Oświęcimski. A sede do condado é a cidade de Zator.
De acordo com os censos de 2004, a comuna tem 9026 habitantes, com uma densidade 175,5 hab/km².

## Área
Estende-se por uma área de 51,44 km², incluindo:
- área agrícola: 52%
- área florestal: 6%

## Demografia
Dados de 30 de Junho 2004:
|                      | Total   | Total | Mulheres | Mulheres | Homens  | Homens |
| -------------------- | ------- | ----- | -------- | -------- | ------- | ------ |
|                      | pessoas | %     | pessoas  | %        | pessoas | %      |
| População            | 9026    | 100   | 4535     | 50,2     | 4491    | 49,8   |
| Densidade (pop./km²) | 175,5   | 100   | 88,2     | 88,2     | 87,3    | 87,3   |

De acordo com dados de 2002, o rendimento médio per capita ascendia a 1421,64 zł.

## Subdivisões
- Graboszyce, Grodzisko, Laskowa, Łowiczki, Palczowice, Podolsze, Rudze, Smolice, Trzebieńczyce.

## Comunas vizinhas
- Alwernia, Babice, Przeciszów, Spytkowice, Tomice, Wieprz